# École et observatoire des sciences de la Terre
 (avril 2022).
L'École et observatoire des sciences de la Terre (EOST) est l'une des 204 écoles d'ingénieurs françaises accréditées au 1er septembre 2020 à délivrer un diplôme d'ingénieur.
Elle assure des missions d’enseignement, de recherche, d’observation et de diffusion des connaissances en Sciences de la Terre.
Elle est placée sous la tutelle de l’Université de Strasbourg et du CNRS. 
L’EOST est installé dans deux bâtiments du campus central de Strasbourg et compte plus de 150 membres permanents.

## Enseignement
Composante de l’Université de Strasbourg, l’EOST assure la formation en sciences de la terre et de l’environnement de près de 400 étudiants .
La formation d’ingénieur et les formations universitaires (Licence et Master) proposent un enseignement à la fois théorique et pratique, intégrant notamment des stages de terrain et en entreprise.
Plus de 1000 ingénieurs ont été diplômés depuis la création de l’école en 1920. Elle forme des professionnels de la prospection du sous-sol, de l’étude des risques naturels et de la géotechnique.

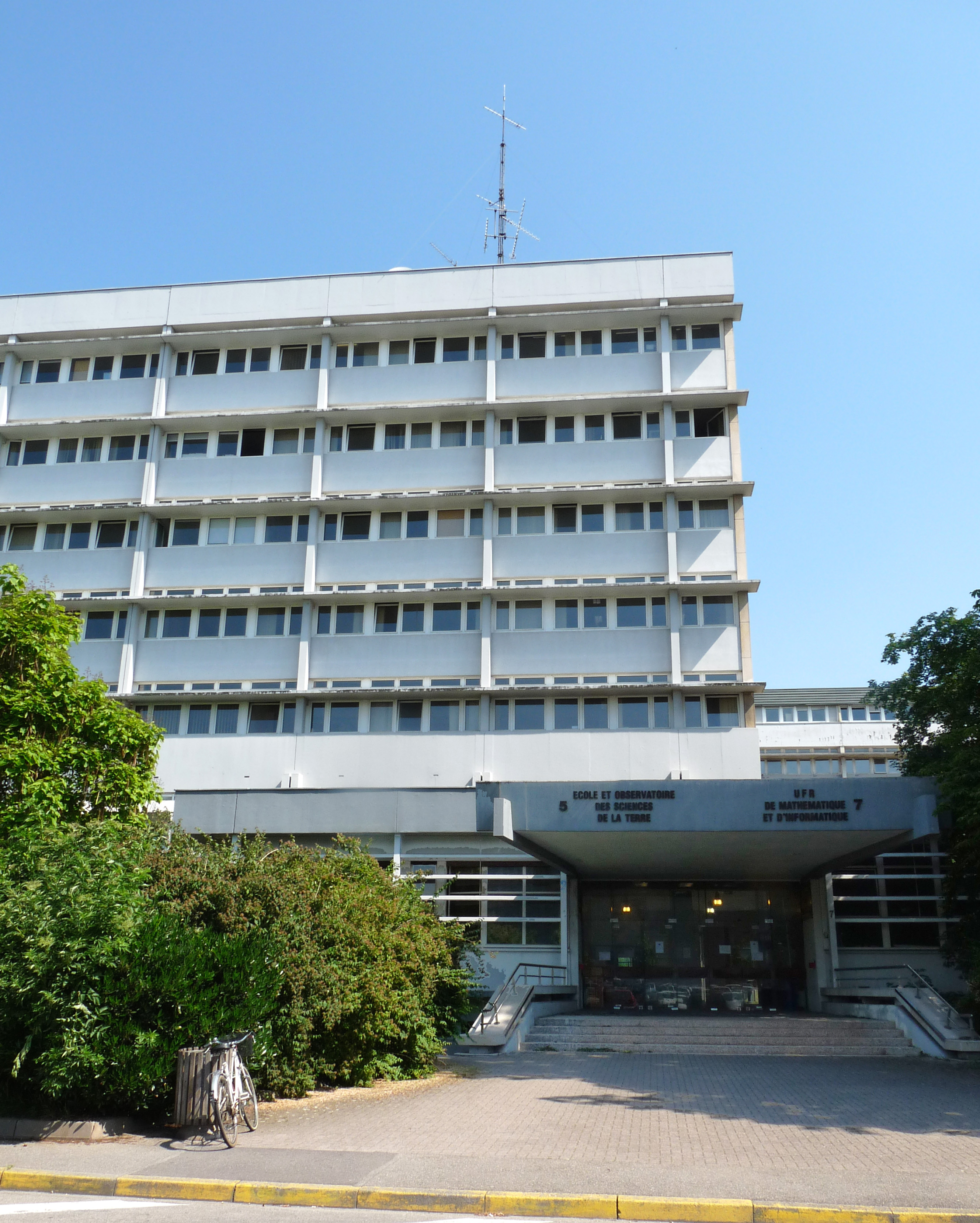
L'EOST à Strasbourg

Depuis la rentrée 2014-2015, l'EOST a ajouté à son offre de formation trois diplômes universitaires destinés à des professionnels souhaitant se former dans le domaine de la géothermie profonde, en association avec l'INSA Strasbourg, l'ENGEES et l'ENSG Nancy. Ces diplômes entrent dans le volet "enseignement" du LabEx G-EAU-THERMIE PROFONDE.

## Recherche
L’activité de recherche est développée dans deux unités mixtes du CNRS et de l’Université de Strasbourg : l’Institut de Physique du Globe de Strasbourg et le Laboratoire d’Hydrologie et de Géochimie de Strasbourg.
Les recherches de l'IPGS étaient dédiées par le passé aux questions scientifiques fondamentales. Elles portent aujourd'hui encore sur la compréhension et la modélisation des phénomènes géologiques et géophysiques, mais se sont ouvertes à des thématiques plus appliquées : environnement, ressources naturelles (énergie, eau), estimation des risques, en particulier le risque sismique et les glissements de terrain.
Le LHYGES, créé en 2009 par regroupement de trois équipes existantes, se consacre à l'analyse et à la compréhension des phénomènes hydrologiques et géochimiques dans les milieux naturels. Son approche associe géosciences, sciences pour l'environnement et sciences pour l'ingénieur et vise à construire des modèles quantitatifs et prédictifs.

## Classements
L'école apparaît dans l'un des classements nationaux d'écoles d'ingénieurs :
| Nom        | 2020 (Rang) |
| ---------- | ----------- |
| L’Étudiant | 57          |

Faisant partie de l'Université de Strasbourg, elle apparaît également dans des classements internationaux, notamment celui de Shanghai : catégorie 101-150 des universités.

## Observatoires
L’EOST est un observatoire des sciences de l'univers (OSU).

### Sismologie
Les observatoires sont intégrés au service national d'observation "Terre solide : sismologie" de l'INSU [source insuffisante]
- Bureau central sismologique français (BCSF)/ Réseau national de surveillance sismique (RéNaSS)
- Réseau large bande permanent (RLBP)
- Observatoire sismologique du nord-est de la France
- Géoscope (Terres australes, Antarctique, Sénégal et Alsace) [6].

### Géodésie et gravimétrie
Les observatoires sont intégrés au service national d'observation "Terre solide : géodésie et gravimétrie" de l'INSU 
- RENAG (Fossé rhénan)
- Observatoire gravimétrique de Strasbourg.

### Magnétisme
L'observatoire est intégré au service national d'observation "Terre solide : magnétisme" de l'INSU 
- BCMT (Terres australes, Antarctique et Madagascar).

### Instabilités des versants
L'observatoire est intégré au service national d'observation "Terre solide : instabilité des versants" de l'INSU 
- Observatoire multidisciplinaire des instabilités des versants.

### Surfaces et interfaces continentales
L'observatoire est intégré au service national d'observation "Surfaces et interfaces continentales" de l'INSU 
- Observatoire hydrogéochimique de l’environnement.

## Musées et collections
L’EOST gère deux musées représentatifs de la longue histoire des sciences de la terre à Strasbourg.

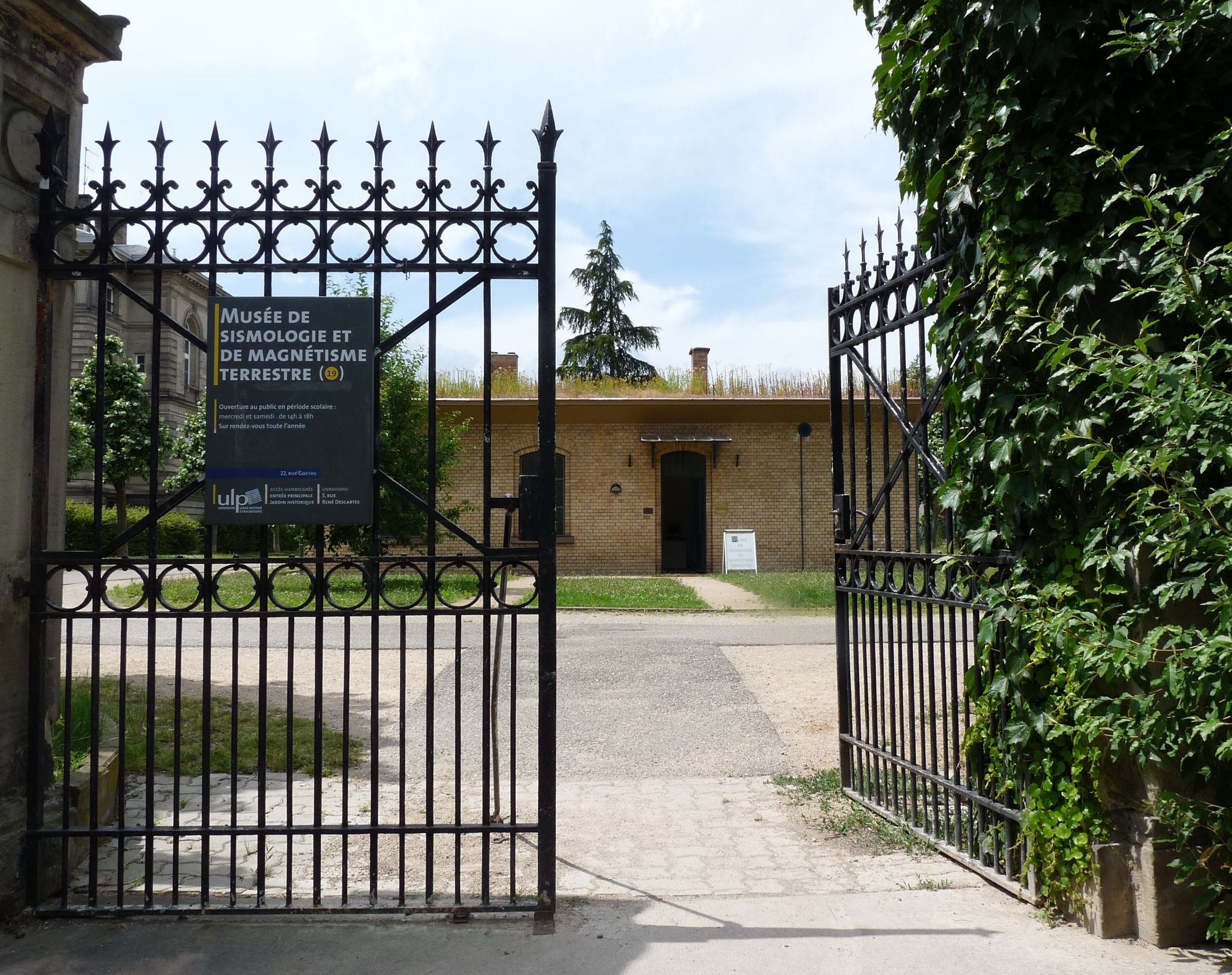
Musée de sismologie et du magnétisme terrestre, dans le jardin botanique de l'université de Strasbourg.

Le Musée de sismologie, situé dans l’ancienne station sismologique inaugurée le 1er juillet 1900, présente des appareils de mesure géophysique et leur évolution au fil des années. Le musée a fait l'objet d'un ouvrage intitulé Mesurer les séismes : la station sismologique de Strasbourg, réalisé par le service de l'Inventaire du patrimoine de la Région Alsace, en partenariat avec le Jardin des Sciences de l'Université de Strasbourg et l'EOST, dans la collection Parcours du patrimoine aux éditions Lieux Dits. 

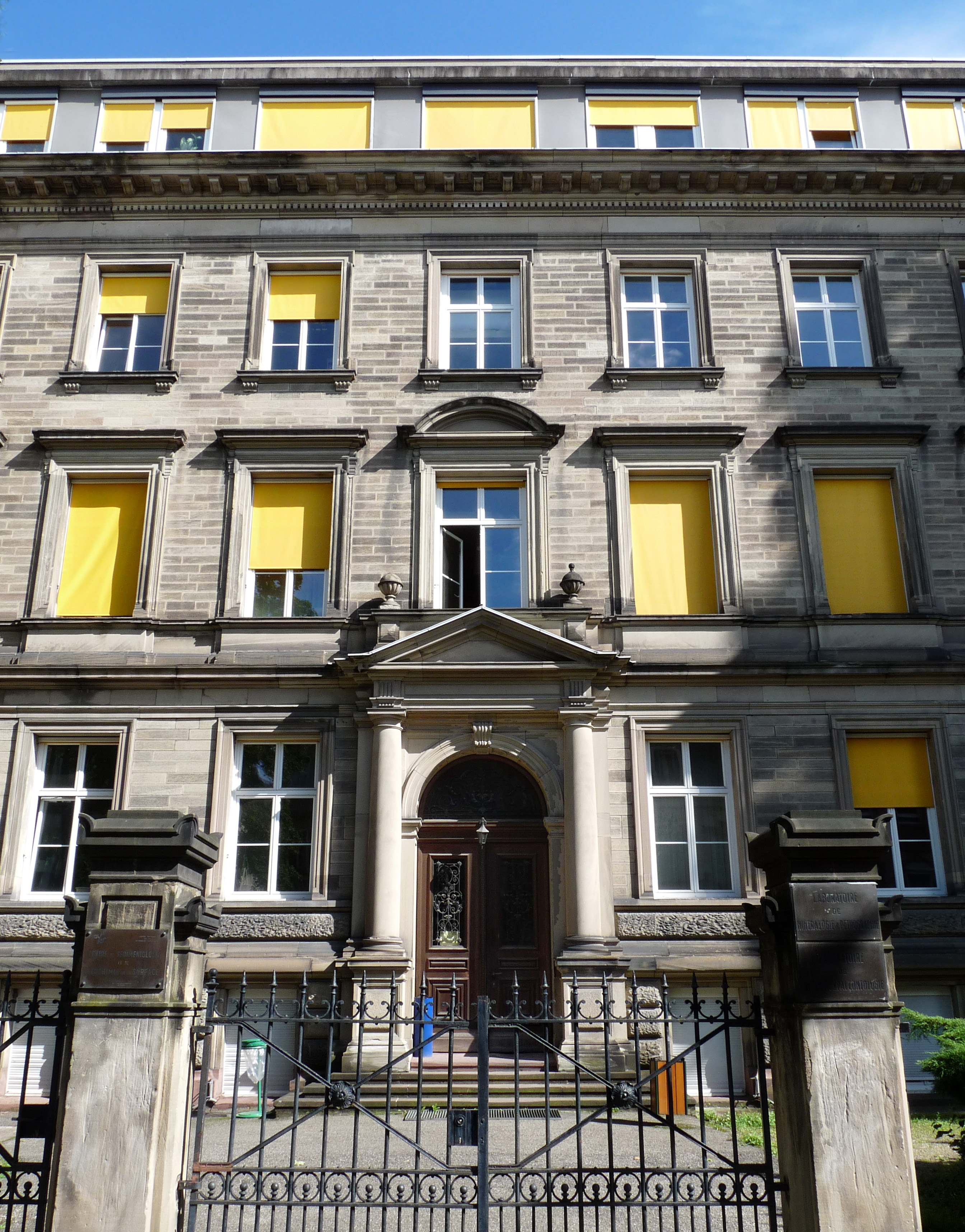
Bâtiments de la rue Blessig, où se trouve le musée de minéralogie.

La collection du Musée de minéralogie est constituée de près de 30 000 échantillons de minéraux et de météorites de provenance internationale dont les plus belles pièces sont régulièrement exposées en France et à l’étranger. Le musée est installé dans le bâtiment de l'EOST situé rue Blessig, qui fait partie de l'ensemble historique construit à la fin du XIXe siècle.
La Nuit des musées et les Journées européennes du patrimoine mettent chaque année en valeur ce patrimoine historique et scientifique. 
L’EOST participe également à des événements grand public tels que la Fête de la science, l'exposition internationale de minéraux de Sainte-Marie-Aux-Mines "Mineral & Gem", ou la nuit des chercheurs.

## Anciens élèves et professeurs notables
- Philippe Louis Voltz (1785-1840), fondateur de la Société d'histoire naturelle de Strasbourg.
- Auguste Daubrée (1814-1896), professeur de  minéralogie et de géologie (1838).
- Guillaume Philippe Schimper (1808-1880), botaniste et paléontologue, professeur de minéralogie et de géologie (1862), auteur du premier traité de paléobotanique.
- Ernst Wilhelm Benecke (1838-1917), professeur de géologie et de paléontologie.
- Paul Groth (1843-1927), professeur de minéralogie et de pétrographie.
- Georg Gerland (1833-1919), fondateur de la première revue de géophysique en 1887 (Beiträge zur Geophysik), créateur de la Station centrale de sismologie d'Allemagne et du Bureau central international de sismologie.
- Oskar Hecker (1864-1938), sismologue.
- August Sieberg (1875-1945), sismologue.
- Beno Gutenberg (1889-1960), sismologue. Créateur et premier directeur (1947) du Seismological Laboratory du California Institute of Technology.
- Georges Friedel (1865-1933), cristallographe, professeur.
- Jacques de Lapparent (1883-1948), auteur du premier traité de pétrographie en français.
- Maurice Gignoux (1881-1955), géologue et stratigraphe alpin.
- Léon Moret (1890-1972), paléontologue.
- Georges Dubois (1890-1953), palynologue.
- Emmanuel de Margerie (1862-1953), directeur du Service de la Carte géologique d'Alsace et de Lorraine.
- Edmond Rothé (1873-1942), directeur de l'IPGS et du Bureau central sismologique pour la France et ses colonies.
- Jean-Pierre Rothé (1906-1991), fils du précédent, directeur de l'IPGS, du BCSF (Bureau central sismologique français) et du BCIS (Bureau central international de séismologie) de 1942 à 1975.
- Xavier Le Pichon (1937-2025), chaire de Géodynamique au Collège de France, pionnier de la théorie de la tectonique des plaques, pour laquelle il a proposé un modèle en 1968.